# قاقم آمریکایی
قاقُم آمریکایی (انگلیسی: American ermine) یک گونه از راسویان و بومی آمریکای شمالی است.